# Kanton Bernay-Ouest
Kanton Bernay-Ouest (fr. Canton de Bernay-Ouest) je francouzský kanton v departementu Eure v regionu Horní Normandie. Skládá se z 9 obcí.

## Obce kantonu
- Bernay (část)
- Caorches-Saint-Nicolas
- Courbépine
- Malouy
- Plainville
- Plasnes
- Saint-Martin-du-Tilleul
- Saint-Victor-de-Chrétienville
- Valailles